# Volleybalvereniging Orion 2023-2024 (maschile)
Questa voce raccoglie le informazioni riguardanti il Volleybalvereniging Orion nelle competizioni ufficiali della stagione 2023-2024.

## Stagione
Il Volleybalvereniging Orion partecipa alla stagione 2023-24 con la denominazione sponsorizzata Active Living Orion.
Ottiene un primo posto al termine della regular season di Eredivisie, conquistando il suo terzo titolo nazionale dopo aver sconfitto nella finale dei play-off scudetto la Dynamo Apeldoorn. Si aggiudica inoltre la quarta Coppa dei Paesi Bassi della propria storia, superando in finale il Limax.
In ambito europeo partecipa invece alla Challenge Cup, senza andare oltre i sedicesimi di finale, estromesso dagli slovacchi dello Spartak Komárno.

## Organigramma societario
Area direttiva
- Presidente: Wijnand Geerdink
- Team manager: Chris Merkx

Area tecnica
- Allenatore: Dirk Sparidans
- Assistente allenatore: Joost Joosten, Pim Kamps, Yannick van Harskamp, Eric Maan
- Scoutman: Timo Lenderink, Herman Giesbers
- Preparatore atletico: Herman Giesbers

Area sanitaria
- Fisioterapista: Alex Drost, Sterre Smeitink

## Rosa
| N° | Nome               | Ruolo | Data di nascita  | Nazionalità sportiva |
| -- | ------------------ | ----- | ---------------- | -------------------- |
| 2  | Beau Wortelboer    | C     | 6 ottobre 2003   | Paesi Bassi          |
| 3  | Stijn Held         | P     | 3 novembre 1994  | Paesi Bassi          |
| 4  | Liam McCluskey     | P     | 16 gennaio 2002  | Belgio               |
| 4  | Hidde Huisman      | P     | -                | Paesi Bassi          |
| 5  | Luke Hoge Bavel    | S     | 14 dicembre 2001 | Paesi Bassi          |
| 6  | Samuli Kaislasalo  | O     | 3 agosto 1995    | Finlandia            |
| 7  | Sakari Mäkinen     | S     | 19 gennaio 1995  | Finlandia            |
| 8  | Edson Felicissimo  | S     | 5 agosto 1984    | Brasile              |
| 9  | Lucas Gustavsson   | C     | 23 ottobre 1999  | Svezia               |
| 10 | Sam Talbott        | L     | 30 aprile 2004   | Paesi Bassi          |
| 12 | Sem Berendsen      | P     | 13 luglio 2006   | Paesi Bassi          |
| 13 | Mats Bleeker       | L     | 7 maggio 1998    | Paesi Bassi          |
| 14 | Tom Koops          | S     | 10 dicembre 2000 | Paesi Bassi          |
| 15 | Alex Meijs         | S     | 25 marzo 1999    | Paesi Bassi          |
| 16 | Luboš Bartůněk     | P     | 24 maggio 1990   | Rep. Ceca            |
| 17 | Jannes van der Ham | C     | 9 aprile 1995    | Paesi Bassi          |

## Statistiche

### Statistiche di squadra
| Competizione          | Punti | In casa | In casa | In casa | In trasferta | In trasferta | In trasferta | Totale | Totale | Totale |
| Competizione          | Punti | G       | V       | P       | G            | V            | P            | G      | V      | P      |
| --------------------- | ----- | ------- | ------- | ------- | ------------ | ------------ | ------------ | ------ | ------ | ------ |
| Eredivisie            | 49/15 | 17      | 11      | 6       | 16           | 15           | 1            | 33     | 26     | 7      |
| Coppa dei Paesi Bassi | -     | 2       | 2       | 0       | 2            | 1            | 1            | 5      | 4      | 1      |
| Challenge Cup         | -     | 1       | 0       | 1       | 1            | 0            | 1            | 2      | 0      | 2      |
| Totale                | -     | 20      | 13      | 7       | 19           | 16           | 3            | 40     | 30     | 10     |

### Statistiche dei giocatori
| Giocatore      | Eredivisie | Eredivisie | Eredivisie | Eredivisie | Eredivisie | Challenge Cup | Challenge Cup | Challenge Cup | Challenge Cup | Challenge Cup |
| Giocatore      | P          | PT         | AV         | MV         | BV         | P             | PT            | AV            | MV            | BV            |
| -------------- | ---------- | ---------- | ---------- | ---------- | ---------- | ------------- | ------------- | ------------- | ------------- | ------------- |
| L. Bartůněk    | ?          | 42         | 20         | 11         | 11         | -             | -             | -             | -             | -             |
| S. Berendsen   | ?          | 1          | 0          | 0          | 1          | -             | -             | -             | -             | -             |
| M. Bleeker     | ?          | 0          | 0          | 0          | 0          | 2             | 0             | 0             | 0             | 0             |
| E. Felicissimo | ?          | 96         | 82         | 9          | 5          | 2             | 3             | 2             | 0             | 1             |
| L. Gustavsson  | ?          | 77         | 39         | 26         | 12         | 2             | 4             | 3             | 1             | 0             |
| S. Held        | ?          | 13         | 4          | 4          | 5          | 2             | 0             | 0             | 0             | 0             |
| L. Hoge Bavel  | ?          | 76         | 64         | 12         | 0          | 2             | 9             | 8             | 0             | 1             |
| H. Huisman     | ?          | 0          | 0          | 0          | 0          | -             | -             | -             | -             | -             |
| S. Kaislasalo  | ?          | 546        | 461        | 46         | 39         | 2             | 32            | 30            | 1             | 2             |
| T. Koops       | ?          | 357        | 296        | 20         | 41         | 2             | 27            | 24            | 2             | 1             |
| S. Mäkinen     | ?          | 291        | 234        | 37         | 20         | 2             | 9             | 7             | 0             | 2             |
| L. McCluskey   | ?          | 20         | 9          | 3          | 8          | 2             | 3             | 0             | 1             | 2             |
| A. Meijs       | ?          | 169        | 144        | 13         | 12         | -             | -             | -             | -             | -             |
| S. Talbott     | ?          | 0          | 0          | 0          | 0          | 2             | 0             | 0             | 0             | 0             |
| J. van der Ham | ?          | 240        | 149        | 64         | 27         | 2             | 14            | 11            | 2             | 1             |
| B. Wortelboer  | ?          | 222        | 136        | 66         | 20         | 2             | 11            | 7             | 5             | 0             |

P = presenze; PT = punti totali; AV = attacchi vincenti; MV = muri vincenti; BV = battute vincenti

NB: Non sono disponibili i dati relativi alla Coppa dei Paesi Bassi e, di conseguenza, quelli totali